# Сабиров, Владимир Валиевич
Владимир Валиевич Сабиров (14 января 1958 — 11 августа 1979, Днепропетровская область) — советский футболист, полузащитник, нападающий.
Воспитанник ташкентского футбола. В 1975 году играл за дубль «Пахтакора», в следующем году был в его составе в первой лиге. В 1977—1978 годах играл за команду второй лиги «Хорезм» Янгиарык, обладатель Кубка Узбекской ССР (1977). В 1979 году вернулся в «Пахтакор», сыграл четыре матча в высшей лиге.
Погиб 11 августа 1979 года в возрасте 21 года вместе с командой в авиакатастрофе над Днепродзержинском. Похоронен на Кладбище № 1 в Ташкенте.
Сын Олег (род. 1978) также стал футболистом.